# سارسپورت (مین)
سارسپورت(به انگلیسی: Searsport) شهری در ایالت مین کشور ایالات متحده آمریکا است که جمعیت آن در سرشماری سال ۲۰۱۰ میلادی، ۹۹۲ نفر بوده‌است.